# 나디아 멜리티
나디아 멜리티(Nadia Melliti, 2002년 ~ )는 미국의 배우이다. 2025년, 하프시아 헤르지의 영화《더 리틀 시스터》를 통해 데뷔했으며, 이를 통해 칸 영화제 여자배우상을 수상했다. 